# Madame Gagné

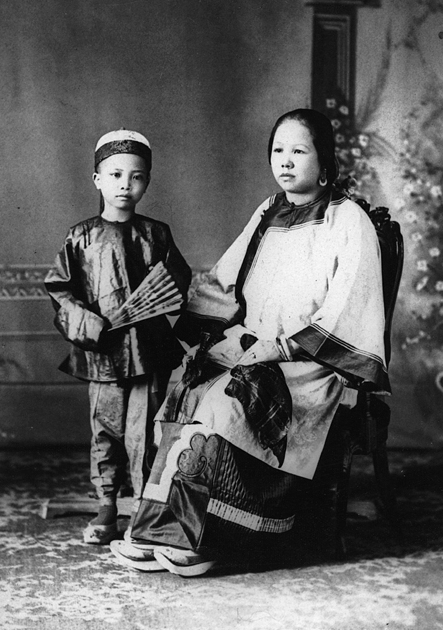
Madame Gagné: Paní Wing Singová a syn, Montreal, asi 1890

Madame Gagné (?–?) byla fotografka, která pracovala v letech 1886 až 1891 v Montréalu v Quebecu v Kanadě. 

## Životopis
Spolu se svým manželem Édouardem C. Gagném (také fotografem) měli v průběhu času celkem tři ateliéry. Alespoň jeden z jejích tisků se nachází v montrealském McCordově muzeu.
Madame Gagné údajně měla dobrý vztah s novými čínskými imigranty v Montrealu a často je a jejich rodiny portrétovala.  Vzhledem k tomu, že většina tehdejších fotografů se zaměřovala na bohatší klienty, byl to neobvyklý zvyk.
Její fotografický ateliér se nacházel na adrese 211 Saint Laurent Boulevard, což je srdce dnešního Starého Montrealu.